# 고이즈미 신지로
고이즈미 신지로(일본어: 小泉 進次郎, 1981년 4월 14일~)는 일본의 정치인이다. 자유민주당 소속의 중의원 의원으로 2025년 5월부터 농림수산대신으로 재임하고 있으며, 2019년 9월부터 2021년 10월까지 제27·28대 환경대신을 지냈다. 전 총리인 고이즈미 준이치로의 아들로, 탤런트인 고이즈미 코타로의 동생이다.
간토 가쿠인 대학, 컬럼비아 대학교를 졸업하고 미국 싱크탱크 전략국제연구센터에서 연구원으로 근무했으며 고이즈미 준이치로의 비서로 일했다. 제45회 일본 중의원 의원 총선거에서 고이즈미 준이치로의 지역구에서 당선되었다.

## 생애
아버지는 제87대·제88대·제89대 내각총리대신인 고이즈미 준이치로이며 어머니는 미야모토 카요코(에스에스 제약 전 회장 다이도 쇼잔의 손녀)이다. 형은 배우이자 탤런트인 고이즈미 코타로, 아내는 프리랜서 아나운서였던 프랑스 출생 방송인 다키가와 크리스텔이다.
고이즈미 신지로는 아버지 고이즈미 준이치로와 함께 정책 등 여러 면에서 아베 신조 총리와 각을 세우고 있으며, 여러 여론조사에서 자민당의 차기 총재 후보 선호도 1-2위를 차지하기도 한 적이 있었던 등 총재 후보 1위인 이시바 시게루와 함께 자민당 내 정치 세력을 이루고 있는 사람 중 한 명이다.

## 경력

### 성장 과정
고이즈미 준이치로의 차남으로 가나가와현 요코스카시에서 태어났다. 1982년에 태어난 지 얼마 안 가 부모가 이혼했기에 아버지를 대신해 준이치로의 친누나인 미치코에 의해 길러졌다. 신지로는 고모인 미치코를 친엄마라고 믿어 '엄마'라고 부르기도 했다. 준이치로는 미치코와 아들의 관계를 신지로에게 말하지 않았고, 신지로는 중학교 2학년이 되어서야 미치코가 고모라는 것을 알았다. 형인 고이즈미 고타로는 고모의 존재를 인식하고 있었지만, 신지로에게는 알리진 않았다. 중학생인 신지로는 적잖이 이 사실에 놀랐지만, 2016년 8월에 미치코가 타계할 때까지 소중하게 대했다.
1988년에 간토 가쿠인 무츠라 초등학교에 입학하여, 대학졸업까지 간토 가쿠인에서 지낸다. 간토 가쿠인 무츠라 중・고등학교에서 스포츠, 주로 야구에 열중했다. 2004년 3월, 23세의 나이로 간토가쿠인대학 경제학부 경영학과를 졸업하였다. 그 이후 컬럼비아 대학교 대학원에 유학하고, 제럴드 커티스에게 사사하여, 2006년에 정치학 석사학위를 취득했다. 그 뒤 미국에 있는 런던 타비스톡인간관계연구소(Tavistock Institute of Human Relations) 예하에 있는 전략국제연구센터 비상근연구원을 거쳐 2007년에 귀국하여 그 이후 아버지인 준이치로의 비서를 맡았다.

### 첫 당선
2008년에 아버지 준이치로는 정계 은퇴를 표명하고, 신지로를 후계자 후보로 지명했다. 자유 민주당의 공천을 받아 2009년 제45회 일본 중의원 의원 총선거에 가나가와현 제11구에서 출마 해 첫 당선했으며 선거전에서는 중복 입후보를 사퇴하고 또한 당시 연립 여당인 공명당에서의 선거 협력도 받지 않았다. 지역 일부 유권자로부터 세습을 비판받았지만 아버지로부터 물려받은 강력한 지반과 후원회를 배경으로 시종 유세를 유지, 투표 총수의 과반수인 150,893표(득표율 57.1%)를 득표, 첫 당선에 성공하였다. 이 총선에서 첫 당선된 5명의 자민당의 1기생 중에 정치와 행정 경험이 없는 유일한 신인 의원이다. 또한 소선거구에서 당선된 신인 의원은 고이즈미, 타치바나 케이이치로, 이토 요시타카 3명뿐이다.

### 당선후
2009년 12월 13일 자민당이 고이즈미와 함께하는 해상 자위대 요코스카 기지(가나가와현 요코스카시) 견학을 실시하였는데 50명 정원에 약5200명의 응모가 쇄도하는 등 스타의 부재로 여겨지던 자민당 내에서 뛰어난 존재로 보여지고 있다.
2010년 1월 현재 중의원에서 내각 위원회, 총무 위원회, 안보 위원회 소속이며 자민당에서는 유세 국장 대리, 청년국 차장, 외교부 부회장, 재무 금융부 부회장, 환경부 부회장 등의 직책을 겸임하고 외교, 재무금융, 환경 3개의 부회에 소속되어 있었다. 같은 해 10월에는 자민당 학생 부장, 신문 출판국 차장도 함께 취임했다.
2011년 10월 자민당 청년국장 국회 대책위원회 위원에 취임했다.
2012년 4월 우정 개정 법안에 반대 하였으나 처분되지 않았다. 같은 해 6월 26일 소비세 증세 법안에 찬성표를 던졌다. 같은 해 8월 9일 국민 생활이 제일등 야당 6당이 제출 한 노다 내각 불신임 결의안 표결에서 기권 방침의 자민당 집행부에 반하여 전 간사장 나카가와 히데나오 등과 함께 찬성표를 던졌다. 같은 해 9월 26일 자민당 총재 선거에서 청년국 주최의 후보자 공개 토론회를 자민당 청년 국장으로써 나누는 입장이며, 당초에는 9월 19일 공개 토론회 후에 지지 후보를 표명한다고 확실히 말하고 있었으나 인기나 지명도가 높은 고이즈미의 지지 표명은 당원 표나 의원 투표로 총재 선거에 영향을 줄 가능성이 있어 보도가 과열 된 것으로부터, "중의원 초임인 저의 1표가 영향을 주는 것은 바라지 않으며. 분수에 알맞게 행동한다" 며 총재 선거가 끝날 때까지 표명을 하지 않을 방침을 나타내었다. 총재 선거 종료 후 이시바 시게루에게 투표 한 것을 발표했다.
같은 해 12월 제 46회 중의원 의원 총선거에서 재선, 당직으론 본인의 희망인 청년국장을 한번 더 하기로 하였다. 이 선거에서 자민당이 대승 한 결과, 청년국 소속 의원은 82명이 되었다.
2013년 9월 30일 청년국장을 사퇴 내각부 대신 정무관 (경제재생, 경제재정, 환태평양 경제 동반자 협정 (TTP) 등을 담당) 겸 부흥 대신 정무관에 취임했다.
2014년 12월 제 47회 중의원 의원 총선거에서 3선에 당선되었다.
2015년 10월 23일 자민당 농림 부회장에 취임. 같은 해 12월 정부가 2015년도 추경예산안에 저소득 연금 수급자에게 1인당 3만엔을 지급하는 임시 지원금을 포함시킬 방침에 대해 "경감세율 대책으로 6000억엔 부족하다." 한편으로 "임시 지원금의 4000억은 간단하게 나온다. 이것은 국민에게 어떻게 생각되겠는가?"라고 주장, 이것이 계기가 되어 2016년 2월 젊은 의원의 시점에서의 의론을 기대하여 자민당 재정재건에 관한 특명위원회 하에 '2020년 이후의 경제재정구상소위원회'가 설치되어 고이즈미는 사무국장에 취임했다.
같은 해 8월 2020년 이후의 경제 재정 구상 소위원회의 위원장 대행으로 승격되면서, 자민당 농림 부회장에 유임 당 부회장 인사에서는 고이즈미만 유임되었다. 9월에 제3차 아베 제2차 개조내각 하에 설립된 내각부 규제개혁 추진회의에서 11월에 "농약 등의 자재를 농가에 파는 사업에서 철수" 및 "농산품의 위탁판매 폐지" 등과 같은 조직개혁을 조기에 실시하도록 강요하는 준엄한 제언이 있었지만, 당내에서 논의한 끝에 전농에 의한 자주적인 조직 쇄신을 실시한다는 정부와 자민당의 농업개혁안이 승인되었다. "전농 체제야말로 농가의 경영의 자유를 박탈하는 존재"라고 주장하며 자민농림부 회장으로서 농업 개혁을 주도했다.
2017년 8월부터 시바야마 마사히코와 함께 자민당 필두 부간사장을 맡고 있다.
같은 해 제48회 일본 중의원 의원 총선거에서 4선에 당선되었다.
2018년 10월 자민당 후생노동부 회장을 맡게 되었다.
2019년 9월 11일부터 환경대신,  내각부 특명담당대신(원자력 방재 담당)으로 다나카 가쿠에이 이래 남성 최연소로 입각하였다.
2020년 스가내각에서도 환경대신을 역임했다.

## 역대 선거 결과
|  | 57.09% |

|  | 79.86% |

|  | 83.28% |

|  | 78.02% |

|  | 79.17% |